# سندرم مونکه
سندرم مونکه(به انگلیسی: Muenke syndrome)، یک بیماری خاص انسان است که با بسته شدن زودرس بعضی از استخوان‌های جمجمه در طول رشد مشخص می‌شود، که بر شکل سر و صورت تأثیر می‌گذارد. اولین بار توسط ماکسیمیلیان مونکه توصیف شد، این سندرم در حدود ۱ مورد از هر ۳۰٬۰۰۰ نوزاد متولد می‌شود.

## علائم و نشانه‌ها
بسیاری از افرادی که به این اختلال مبتلا هستند، جوش خوردن زودرس استخوان جمجمه در امتداد بخیه تاج دارد. سایر قسمت‌های جمجمه نیز ممکن است ناقص باشد. این امر معمولاً باعث ایجاد سر در حالت غیرطبیعی، چشمهای پهن، گوشهای کم حالت و استخوانهای گونه صاف می‌شود. حدود ۵ درصد افراد مبتلا سر بزرگ شده دارند (ماکروسفالی). همچنین ممکن است در ۱۰ الی ۳۳ موارد کاهش شنوایی همراه باشد و برای افراد مبتلا مهم است که آزمایش‌های شنوایی را انجام دهند تا احتمال بروز مشکل را بررسی کنند. آنها می‌توانند حدود ۳۳–۱۰۰٪ از شنوایی خود را از دست بدهند. بیشتر افراد مبتلا به این بیماری عقل طبیعی دارند، اما تأخیر در رشد و اختلالات یادگیری ممکن است. علائم و نشانه‌های سندرم مونکه در افراد مبتلا متفاوت است.

## علل
سندرم مونکه در اثر جهش ژنی خاص در ژن FGFR3 ایجاد می‌شود. جهش به‌طور تصادفی به‌وجود می‌آید. درک کاملی از علت ایجاد این جهش وجود ندارد. این جهش باعث می‌شود که پروتئین FGFR3 بیش از حد فعال باشد. در رشد طبیعی استخوان تداخل ایجاد می‌کند و اجازه می‌دهد استخوان‌های جمجمه زودتر جوش بخورند. هیچ ارتباطی بین کاری وجود ندارد که مادر برای فعال کردن سندرم انجام داده‌است (یا انجام نداده‌است). اگر هیچ‌یک از والدین سندرم مونکه نداشته باشند، احتمال داشتن فرزند دیگری با این سندرم حداقل است. این وضعیت در یک الگوی اتوزومی غالب به ارث می‌رسد. این بدان معناست که اگر والدینی به سندرم مونکه مبتلا باشند، هر نوزاد تازه متولد شده ۵۰٪ احتمال وراثت سندرم را دارد.

## ژنتیک
سندرم مونکه در الگوی اتوزومی غالب به ارث می‌رسد. در برخی موارد، فرد مبتلا جهش را از یکی از والدین آسیب دیده به ارث می‌برد. اگر به بیمار نشان داده شود که دارای مونکه است، ۵۰/۵۰ احتمال انتقال آن به فرزندان خود را دارد. همه موارد مونکه واضح نیست. موارد دیگر ممکن است ناشی از جهش‌های جدید در ژن باشد. این موارد در افرادی رخ می‌دهد که هیچ سابقه اختلال در خانواده خود ندارند.
یک جهش در ژن FGFR3 باعث این سندرم می‌شود. ژن FGFR3 دستورالعمل‌هایی برای ساخت پروتئینی است که در توسعه و نگهداری بافت استخوان و مغز نقش دارد. این جهش باعث فعال شدن بیش از حد پروتئین FGFR3 می‌شود که در رشد طبیعی استخوان تداخل ایجاد می‌کند و باعث می‌شود استخوان‌های جمجمه قبل از آنچه که لازم است ذوب شود.
همان‌طور که محققان دانشگاه واشینگتن اظهار داشتند، سندرم مونکه به صورت اتوزومال غالب با نفوذ ناقص و قدرت بیان متغیر به ارث می‌رسد. در صورت مشخص شدن جهش تعیین‌کننده در خانواده، تشخیص قبل از تولد برای بارداری‌های در معرض خطر ممکن است

## تشخیص
تشخیص سندرم مونکه مظنون به شکل غیرطبیعی جمجمه است. در سال ۲۰۰۶، آگوچوکوو و همکارانش به این نتیجه رسیدند که «یک فنوتیپ مشخص سندرم مونکه شامل: سینوستوز تاجی تاجی دو طرفه، هیپوپلازی سطح میانی، انگشتان پهن و براکیداکتیلی» به دلیل همپوشانی فنوتیپی یا فنوتیپ‌های خفیف، تمایز بالینی این سندرم ممکن است دشوار باشد. تشخیص مشکوک با آزمایش خون برای بررسی جهش ژن تأیید می‌شود. برای تعیین میزان بیماری در فردی که مبتلا به سندرم مونکه است، ارزیابی‌های مختلفی توصیه می‌شود.

## رفتار
درمان سندرم مونکه بر اصلاح شکل غیرطبیعی جمجمه متمرکز است. الگوهای رشد غیرطبیعی در طول سالهای رشد ادامه دارد؛ بنابراین، مداخله، تشخیص دقیق و یک برنامه درمانی سفارشی و ماهرانه باید یک نگرانی اصلی باشد. اگرچه زمان جراحی می‌تواند کاملاً فردی باشد، اصلاح جراحی کرانیوسینوستوز دو جفتی اغلب بین ۶ تا ۱۲ ماهگی انجام می‌شود. جراحی معمولاً از طریق برش پوست سر انجام می‌شود که به صورت پنهان در موهای سر قرار دارد. جراح جمجمه و صورت شما با یک جراح مغز و اعصاب کودکان همکاری خواهد کرد تا بتواند استخوان‌های جمجمه را با خیال راحت از بین برد. سپس، جراح استخوان جمجمه و صورت استخوان‌ها را تغییر شکل داده و تغییر مکان می‌دهد تا شکل جمجمه نرمال تری پیدا کند.